# CH Val d'Aran Vielha
Pour les articles homonymes, voir HGC.
Le Hockey Geu Club de Val d'Aran-Vielha est un club de hockey sur glace occitan évoluant cette saison en Superliga Española. L'équipe est basée à Vielha, commune du Val d'Aran, une comarque de Catalogne. C'est l'équipe la plus récemment incorporée à la Superliga Española en 2005 .

## Palmarès
Meilleur résultat en Championnat d'Espagne
- 5e en 2006, 2007

Meilleur résultat en Copa del Rey
- 1/2 finaliste en 2007

## Historique
| Saison    | Championnat | Coupe d'Espagne | Coupe d'Europe |
| --------- | ----------- | --------------- | -------------- |
| 2005-2006 | 1/4 Finale  | ?               | -              |
| 2006-2007 | 1/4 Finale  | 1/2 Finale      | -              |
| 2007-2008 | forfait     | forfait         | -              |